# NASCAR Grand National de 1962
A Temporada da NASCAR Grand National de 1962 foi a 14º edição da Nascar, com 53 etapas disputadas o campeão foi Joe Weatherly.

## Calendário
| N. | Data         | Corrida                    | Circuito                        | Campeão          | Segundo          | Terceiro        |
| 1  | 5 november   | Race 1                     | Concord Speedway                | Jack Smith       | Joe Weatherly    | Cotton Owens    |
| 2  | 12 november  | Race 2                     | Asheville-Weaverville Speedway  | Rex White        | Buck Baker       | Joe Weatherly   |
| 3  | 16 februari  | Daytona 500 Qualifier #1   | Daytona International Speedway  | Fireball Roberts | Jack Smith       | Cotton Owens    |
| 4  | 16 februari  | Daytona 500 Qualifier #2   | Daytona International Speedway  | Joe Weatherly    | Nelson Stacy     | Rex White       |
| 5  | 18 februari  | Daytona 500                | Daytona International Speedway  | Fireball Roberts | Richard Petty    | Joe Weatherly   |
| 6  | 25 februari  | Race 6                     | Concord Speedway                | Joe Weatherly    | Richard Petty    | Ralph Earnhardt |
| 7  | 4 maart      | Race 7                     | Asheville-Weaverville Speedway  | Joe Weatherly    | Jim Paschal      | Buddy Baker     |
| 8  | 17 maart     | St. Patrick's Day 200      | Savannah Speedway               | Jack Smith       | Cotton Owens     | Joe Weatherly   |
| 9  | 18 maart     | Race 9                     | Occoneechee Speedway            | Rex White        | Richard Petty    | Jim Paschal     |
| 10 | 1 april      | Richmond 250               | Richmond International Raceway  | Rex White        | Ned Jarrett      | Junior Johnson  |
| 11 | 13 april     | Arclite 200                | Columbia Speedway               | Ned Jarrett      | Joe Weatherly    | Jack Smith      |
| 12 | 15 april     | Gwyn Staley 400            | North Wilkesboro Speedway       | Richard Petty    | Fred Lorenzen    | Junior Johnson  |
| 13 | 19 april     | Greenville 200             | Greenville-Pickens Speedway     | Ned Jarrett      | Jim Paschal      | Joe Weatherly   |
| 14 | 21 april     | Race 14                    | Rambi Raceway                   | Jack Smith       | Richard Petty    | Ned Jarrett     |
| 15 | 22 april     | Virginia 500               | Martinsville Speedway           | Richard Petty    | Joe Weatherly    | Rex White       |
| 16 | 23 april     | Race 16                    | Bowman Gray Stadium             | Rex White        | Jack Smith       | Joe Weatherly   |
| 17 | 29 april     | Volunteer 500              | Bristol Motor Speedway          | Bobby Johns      | Fireball Roberts | Jack Smith      |
| 18 | 4 mei        | Race 18                    | Southside Speedway              | Jimmy Pardue     | Jack Smith       | Richard Petty   |
| 19 | 5 mei        | Hickory 250                | Hickory Motor Speedway          | Jack Smith       | Rex White        | Joe Weatherly   |
| 20 | 6 mei        | Race 20                    | Concord Speedway                | Joe Weatherly    | Cotton Owens     | Wendell Scott   |
| 21 | 12 mei       | Rebel 300                  | Darlington Raceway              | Nelson Stacy     | Marvin Panch     | Fred Lorenzen   |
| 22 | 19 mei       | Race 22                    | Piedmont Interstate Fairgrounds | Ned Jarrett      | Jim Paschal      | Richard Petty   |
| 23 | 27 mei       | World 600                  | Charlotte Motor Speedway        | Nelson Stacy     | Joe Weatherly    | Fred Lorenzen   |
| 24 | 10 juni      | Atlanta 500                | Atlanta Motor Speedway          | Fred Lorenzen    | Banjo Matthews   | Bobby Johns     |
| 25 | 16 juni      | Myers Brothers 200         | Bowman Gray Stadium             | Johnny Allen     | Rex White        | Richard Petty   |
| 26 | 19 juni      | Race 26                    | Augusta Speedway                | Joe Weatherly    | Ned Jarrett      | Richard Petty   |
| 27 | 22 juni      | Race 27                    | Southside Speedway              | Jim Paschal      | Rex White        | Jimmy Pardue    |
| 28 | 23 juni      | Race 28                    | South Boston Speedway           | Rex White        | Jack Smith       | Richard Petty   |
| 29 | 4 juli       | Firecracker 250            | Daytona International Speedway  | Fireball Roberts | Junior Johnson   | Marvin Panch    |
| 30 | 7 juli       | Sandlapper 200             | Columbia Speedway               | Rex White        | Joe Weatherly    | Jack Smith      |
| 31 | 13 juli      | Race 31                    | New Asheville Speedway          | Jack Smith       | Joe Weatherly    | Richard Petty   |
| 32 | 14 juli      | Pickens 200                | Greenville-Pickens Speedway     | Richard Petty    | Jack Smith       | Wendell Scott   |
| 33 | 17 juli      | Race 33                    | Augusta Speedway                | Joe Weatherly    | Richard Petty    | Buck Baker      |
| 34 | 20 juli      | Race 34                    | Savannah Speedway               | Joe Weatherly    | Tommy Irwin      | Richard Petty   |
| 35 | 21 juli      | Race 35                    | Rambi Raceway                   | Ned Jarrett      | Joe Weatherly    | Jack Smith      |
| 36 | 29 juli      | Southeastern 500           | Bristol Motor Speedway          | Jim Paschal      | Fred Lorenzen    | Richard Petty   |
| 37 | 3 augustus   | Confederate 200            | Boyd Speedway                   | Joe Weatherly    | Fireball Roberts | Jim Paschal     |
| 38 | 5 augustus   | Nashville 500              | Music City Motorplex            | Jim Paschal      | Richard Petty    | Buck Baker      |
| 39 | 8 augustus   | Race 39                    | Huntsville Speedway             | Richard Petty    | Bob Welborn      | Jim Paschal     |
| 40 | 12 augustus  | Western North Carolina 500 | Asheville-Weaverville Speedway  | Jim Paschal      | Joe Weatherly    | Rex White       |
| 41 | 15 augustus  | Race 41                    | Starkey Speedway                | Richard Petty    | Joe Weatherly    | Ned Jarrett     |
| 42 | 18 augustus  | International 200          | Bowman Gray Stadium             | Richard Petty    | Jack Smith       | Joe Weatherly   |
| 43 | 21 augustus  | Race 43                    | Piedmont Interstate Fairgrounds | Richard Petty    | Joe Weatherly    | Jack Smith      |
| 44 | 25 augustus  | Race 44                    | Valdosta Speedway               | Ned Jarrett      | Richard Petty    | Joe Weatherly   |
| 45 | 3 september  | Southern 500               | Darlington Raceway              | Larry Frank      | Junior Johnson   | Marvin Panch    |
| 46 | 7 september  | Buddy Shuman 250           | Hickory Motor Speedway          | Rex White        | Jimmy Pardue     | Buck Baker      |
| 47 | 9 september  | Capital City 300           | Richmond International Raceway  | Joe Weatherly    | Jim Paschal      | Fred Lorenzen   |
| 48 | 11 september | Race 48                    | Dog Track Speedway              | Ned Jarrett      | Joe Weatherly    | Curtis Crider   |
| 49 | 13 september | Race 49                    | Augusta Speedway                | Fred Lorenzen    | Richard Petty    | Joe Weatherly   |
| 50 | 23 september | Old Dominion 500           | Martinsville Speedway           | Nelson Stacy     | Richard Petty    | Ned Jarrett     |
| 51 | 30 september | Wilkes 320                 | North Wilkesboro Speedway       | Richard Petty    | Marvin Panch     | Joe Weatherly   |
| 52 | 14 oktober   | National 400               | Charlotte Motor Speedway        | Junior Johnson   | Fireball Roberts | Fred Lorenzen   |
| 53 | 28 oktober   | Dixie 400                  | Atlanta Motor Speedway          | Rex White        | Joe Weatherly    | Marvin Panch    |

## Classificação final
| 1  | Joe Weatherly    | 30836 |
| 2  | Richard Petty    | 28440 |
| 3  | Ned Jarrett      | 25336 |
| 4  | Jack Smith       | 22870 |
| 5  | Rex White        | 19424 |
| 6  | Jim Paschal      | 18128 |
| 7  | Fred Lorenzen    | 17554 |
| 8  | Fireball Roberts | 16380 |
| 9  | Marvin Panch     | 15138 |
| 10 | David Pearson    | 14404 |